# Рошиньо
Рошиньо (італ. Roscigno) — муніципалітет в Італії, у регіоні Кампанія,  провінція Салерно.
Рошиньо розташоване на відстані близько 300 км на південний схід від Рима, 105 км на південний схід від Неаполя, 60 км на південний схід від Салерно.
Населення — 802 особи (2014).
Щорічний фестиваль відбувається 16 серпня. Покровитель — святий Рох.

## Демографія
Населення за роками:

Станом на 1 січня 2023 року в муніципалітеті офіційно проживали 44 іноземці з 15 країн, серед них 24 громадяни країн Євросоюзу та 1 громадянин України.

## Сусідні муніципалітети
- Беллозгуардо
- Корлето-Монфорте
- Лаурино
- Сакко
- Сант'Анджело-а-Фазанелла